# John Gallaudet
John Beury Gallaudet (Filadelfia, 23 agosto 1903 – Los Angeles, 5 novembre 1983) è stato un attore statunitense.
Nel corso della sua carriera televisiva partecipò a oltre 60 produzioni dal 1950 al 1974. Partecipò inoltre a più di 130 film per gli schermi cinematografici dal 1934 al 1969.

## Biografia
John Gallaudet nacque a Filadelfia il 23 agosto 1903. Iniziò a lavorare come attore in teatro e fece parte di diverse produzioni a Broadway fin dagli anni trenta. Debuttò al cinema a metà dello stesso decennio e in televisione agli inizi degli anni cinquanta. La sua lunga serie di partecipazioni per la televisione si compone di numerose interpretazioni in serie televisive. Tra i personaggi comparsi in più di un episodio si possono trovare Chamberlain in sei episodi della serie Mayor of the Town nel 1954, Johnny Clark in due episodi della serie Lucy ed io nel 1955, il giudice in 21 episodi della serie Perry Mason dal 1959 al 1966, Harmon in un doppio episodio della serie Johnny Midnight nel 1960, Bob Anderson in otto episodi della serie Io e i miei tre figli dal 1969 al 1972 (più altri cinque episodi con altri ruoli), il dottor Horsely in tre episodi della serie Sotto accusa nel 1963 e Cortland in due episodi della serie Batman nel 1966. Inanellò molte altre partecipazioni dagli anni cinquanta agli anni 70 in veste di guest star o di interprete di personaggi perlopiù minori in numerosi episodi e spesso interpretando più personaggi per serie. Si possono altresì citare due episodi di I segreti della metropoli, due episodi di General Electric Theater, tre episodi di Climax!, tre episodi di The Millionaire, due episodi di Vita da strega e quattro episodi di Adam-12.
Per gli schermi cinematografici interpretò negli anni trenta diverse produzioni di serie B della Universal e continuò per tutti gli anni quaranta, cinquanta e sessanta ad interpretare ruoli da caratterista.
La sua ultima apparizione per il piccolo schermo avvenne nell'episodio Operation Fastball della serie televisiva Temperatures Rising, andato in onda il 19 settembre 1972, che lo vede nel ruolo di Almont, mentre per gli schermi cinematografici l'ultima interpretazione risale al film Lieto fine del 1969 in cui interpreta, non accreditato, uno dei passeggeri di un aereo. Fu sposato con Constance Helen Gallaudet (1910-1991). Morì a Los Angeles il 5 novembre 1983 e fu seppellito al Pacific View Memorial Park di Corona del Mar.

## Filmografia

### Cinema
- Sweet Adeline, regia di Mervyn LeRoy (1934)
- Tentazione bionda (Reckless), regia di Victor Fleming (1935)
- Falsari alla sbarra (Counterfeit), regia di Erle C. Kenton (1936)
- Giustizia! (The Final Hour), regia di D. Ross Lederman (1936)
- Shakedown, regia di David Selman (1936)
- Blackmailer, regia di Gordon Wiles (1936)
- Alibi for Murder, regia di D. Ross Lederman (1936)
- Adventure in Manhattan, regia di Edward Ludwig (1936)
- Legion of Terror, regia di Charles C. Coleman (1936)
- Come Closer, Folks, regia di D. Ross Lederman (1936)
- Pennies from Heaven, regia di Norman Z. McLeod (1936)
- La femmina dei porti (Devil's Playground), regia di Erle C. Kenton (1937)
- Racketeers in Exile, regia di Erle C. Kenton (1937)
- I Promise to Pay, regia di D. Ross Lederman (1937)
- Criminals of the Air, regia di Charles C. Coleman (1937)
- Speed to Spare, regia di Lambert Hillyer (1937)
- Girls Can Play, regia di Lambert Hillyer (1937)
- A Dangerous Adventure, regia di D. Ross Lederman (1937)
- Double or Nothing, regia di Theodore Reed (1937)
- The Game That Kills, regia di D. Ross Lederman (1937)
- Quando la vita è romanzo (I'll Take Romance), regia di Edward H. Griffith (1937)
- A mezzanotte... (Paid to Dance), regia di Charles C. Coleman (1937)
- All American Sweetheart, regia di Lambert Hillyer (1937)
- Murder Is News, regia di Leon Barsha (1937)
- Manhattan Shakedown, regia di Leon Barsha (1937)
- Little Miss Roughneck, regia di Aubrey Scotto (1938)
- Penitenziario (Penitentiary), regia di John Brahm (1938)
- Chi ha ucciso Gail Preston? (Who Killed Gail Preston?), regia di Leon Barsha (1938)
- Start Cheering, regia di Albert S. Rogell (1938)
- When G-Men Step In, regia di Charles C. Coleman (1938)
- C'è sotto una donna (There's Always a Woman), regia di Alexander Hall (1938)
- Il convegno dei cinque (The Devil's Party), regia di Ray McCarey (1938)
- The Main Event, regia di Daniel Dare (1938)
- Sing, You Sinners, regia di Wesley Ruggles (1938)
- Federal Man-Hunt, regia di Nick Grinde (1938)
- Wings of the Navy, regia di Lloyd Bacon (1939)
- Twelve Crowded Hours, regia di Lew Landers (1939)
- Sudden Money, regia di Nick Grinde (1939)
- The Man Who Dared, regia di Crane Wilbur (1939)
- Street of Missing Men, regia di Sidney Salkow (1939)
- Code of the Secret Service, regia di Noel M. Smith (1939)
- They All Come Out, regia di Jacques Tourneur (1939)
- The Star Maker, regia di Roy Del Ruth (1939)
- Hero for a Day, regia di Harold Young (1939)
- One Hour to Live, regia di Harold D. Schuster (1939)
- Parole Fixer, regia di Robert Florey (1940)
- Ski Patrol, regia di Lew Landers (1940)
- Opened by Mistake, regia di George Archainbaud (1940)
- A Fugitive from Justice, regia di Terry O. Morse (1940)
- Wagons Westward, regia di Lew Landers (1940)
- Gambling on the High Seas, regia di George Amy (1940)
- Guanti d'oro (Golden Gloves), regia di Edward Dmytryk (1940)
- Quelli della Virginia (The Howards of Virginia), regia di Frank Lloyd (1940)
- Knute Rockne All American, regia di Lloyd Bacon e William K. Howard (1940)
- Dancing on a Dime, regia di Joseph Santley (1940)
- A Shot in the Dark, regia di William C. McGann (1941)
- Coffins on Wheels, regia di Joseph M. Newman - cortometraggio (1941)
- Forced Landing, regia di Gordon Wiles (1941)
- Sposa contro assegno (The Bride Came C.O.D.), regia di William Keighley (1941)
- Bombardieri in picchiata (Dive Bomber), regia di Michael Curtiz (1941)
- Dietro le persiane (No Greater Sin), regia di William Nigh (1941)
- Birth of the Blues, regia di Victor Schertzinger (1941)
- No Hands on the Clock, regia di Frank McDonald (1941)
- Glamour Boy, regia di Ralph Murphy e Ted Tetzlaff (1941)
- Steel Against the Sky, regia di A. Edward Sutherland (1941)
- Road Agent, regia di Charles Lamont (1941)
- Captains of the Clouds, regia di Michael Curtiz (1942)
- Un americano qualunque (Joe Smith, American), regia di Richard Thorpe (1942)
- The Strange Case of Doctor Rx, regia di William Nigh (1942)
- Gang Busters, regia di Noel M. Smith e Ray Taylor (1942)
- Dottor Broadway (Dr. Broadway), regia di Anthony Mann (1942)
- Tough As They Come, regia di William Nigh (1942)
- Flight Leutenant, regia di Sidney Salkow (1942)
- La taverna dell'allegria (Holiday Inn), regia di Mark Sandrich e Robert Allen (1942)
- The Spirit of Stanford, regia di Charles Barton (1942)
- Chango (Shady Lady), regia di George Waggner (1945)
- Black Market Babies, regia di William Beaudine (1945)
- Lost City of the Jungle, regia di Lewis D. Collins e Ray Taylor (1946)
- Un genio in famiglia (So Goes My Love), regia di Frank Ryan (1946)
- Tragico destino (Her Kind of Man), regia di Frederick De Cordova (1946)
- Bascomb il mancino (Bad Bascomb), regia di Sylvan Simon (1946)
- Charlie Chan a Chinatown (Shadows Over Chinatown), regia di Terry O. Morse (1946)
- Minorenni pericolose (Boys' Ranch), regia di Roy Rowland (1946)
- Cieli azzurri (Blue Skies), regia di Stuart Heisler e Mark Sandrich (1946)
- The Brute Man, regia di Jean Yarbrough (1946)
- Wife Wanted, regia di Phil Karlson (1946)
- Una donna nel lago (Lady in the Lake), regia di Robert Montgomery (1947)
- The Lone Wolf in Mexico, regia di D. Ross Lederman (1947)
- La morte è discesa a Hiroshima (The Beginning or the End), regia di Norman Taurog (1947)
- La moglie celebre (The Farmer's Daughter), regia di Henry C. Potter (1947)
- The Spirit of West Point, regia di Ralph Murphy (1947)
- Louisiana, regia di Phil Karlson (1947)
- Docks of New Orleans, regia di Derwin Abrahams (1948)
- April Showers, regia di James V. Kern (1948)
- Stage Struck, regia di William Nigh (1948)
- Texas, Brooklyn and Heaven, regia di William Castle (1948)
- L'ultima sfida (The Babe Ruth Story), regia di Roy Del Ruth (1948)
- La telefonista della Casa Bianca (For the Love of Mary), regia di Frederick De Cordova (1948)
- Abbandonata in viaggio di nozze (Family Honeymoon), regia di Claude Binyon (1948)
- Viale Flamingo (Flamingo Road), regia di Michael Curtiz (1949)
- Outcasts of the Trail, regia di Philip Ford (1949)
- Il re dell'Africa (Mighty Joe Young), regia di Ernest B. Schoedsack (1949)
- Aquile dal mare (Task Force), regia di Delmer Daves (1949)
- Tensione (Tension), regia di John Berry (1949)
- La via della morte (Side Street), regia di Anthony Mann (1949)
- Sabbie mobili (Quicksand), regia di Irving Pichel (1950)
- Il messicano (Right Cross), regia di John Sturges (1950)
- Indianapolis (To Please a Lady), regia di Clarence Brown (1950)
- La seconda moglie (The Second Woman), regia di James V. Kern (1951)
- Missing Women, regia di Philip Ford (1951)
- La sposa illegittima (The Groom Wore Spurs), regia di Richard Whorf (1951)
- La danza proibita (Little Egypt), regia di Frederick De Cordova (1951)
- Angels in the Outfield, regia di Clarence Brown (1951)
- Quattro ragazze all'abbordaggio (Two Tickets to Broadway), regia di James V. Kern (1951)
- Confidence Girl, regia di Andrew L. Stone (1952)
- La ragazza della domenica (Everything I Have Is Yours), regia di Robert Z. Leonard (1952)
- The I Don't Care Girl, regia di Lloyd Bacon (1953)
- Mano pericolosa (Pickup on South Street), regia di Samuel Fuller (1953)
- The Kid from Left Field, regia di Harmon Jones (1953)
- Occhio alla palla (The Caddy), regia di Norman Taurog (1953)
- Detective G. sezione criminale (Double Jeopardy), regia di R.G. Springsteen (1955)
- Squadra criminale: caso 24 (No Man's Woman), regia di Franklin Adreon (1955)
- When Gangland Strikes, regia di R.G. Springsteen (1956)
- Quando la gang colpisce (Terror at Midnight), regia di Franklin Adreon (1956)
- Salva la tua vita! (Julie), regia di Andrew L. Stone (1956)
- Infamia sul mare (The Decks Ran Red), regia di Andrew L. Stone (1958)
- Non desiderare la donna d'altri (Lonelyhearts), regia di Vincent J. Donehue (1958)
- La moglie sconosciuta (A Private's Affair), regia di Raoul Walsh (1959)
- Va nuda per il mondo (Go Naked in the World), regia di Ranald MacDougall e Charles Walters (1961)
- Jerry 8¾ (The Patsy), regia di Jerry Lewis (1964)
- A sangue freddo (In Cold Blood), regia di Richard Brooks (1967)
- Lieto fine (The Happy Ending), regia di Richard Brooks (1969)

### Televisione
- The Silver Theatre – serie TV, episodio 1x35 (1950)
- The Bigelow Theatre – serie TV, episodi 1x13-2x04 (1951)
- Sky King – serie TV, episodio 1x16 (1952)
- Crown Theatre with Gloria Swanson – serie TV (1952)
- Mr. & Mrs. North – serie TV, episodio 1x35 (1953)
- The Pepsi-Cola Playhouse – serie TV, episodio 1x06 (1953)
- The Revlon Mirror Theater – serie TV, episodio 2x10 (1953)
- The Red Skelton Show – serie TV, episodi 3x12-3x13-3x16 (1953-1954)
- Dragnet – serie TV, episodi 3x03-3x33 (1953-1954)
- Topper – serie TV, episodio 1x37 (1954)
- Mayor of the Town – serie TV, 6 episodi (1954)
- I segreti della metropoli (Big Town) – serie TV, 4 episodi (1954-1955)
- The Ford Television Theatre – serie TV, episodi 2x15-3x20 (1954-1955)
- Adventures of Falcon – serie TV, episodio 1x36 (1955)
- Papà ha ragione (Father Knows Best) – serie TV, episodio 1x23 (1955)
- The Eddie Cantor Comedy Theater – serie TV, episodio 1x16 (1955)
- The Man Behind the Badge – serie TV, episodi 2x05-2x31 (1955)
- Alfred Hitchcock presenta (Alfred Hitchcock Presents) – serie TV, episodio 1x01 (1955)
- Lucy ed io (I Love Lucy) – serie TV, episodi 5x07-5x08 (1955)
- The Lone Wolf – serie TV, episodio 1x26 (1955)
- Navy Log – serie TV, episodio 1x24 (1956)
- General Electric Theater – serie TV, episodi 1x05-5x02 (1953-1956)
- The Kaiser Aluminum Hour – serie TV, episodio 1x06 (1956)
- Playhouse 90 – serie TV, episodio 1x01 (1956)
- Lux Video Theatre – serie TV, episodio 7x12 (1956)
- Conflict – serie TV, episodio 1x12 (1957)
- State Trooper – serie TV, episodio 1x18 (1957)
- Date with the Angels – serie TV, episodio 1x01 (1957)
- The George Burns and Gracie Allen Show – serie TV, 8 episodi (1953-1957)
- Dr. Christian – serie TV, episodio 1x35 (1957)
- Code 3 – serie TV, episodi 1x17-1x19 (1957)
- Climax! – serie TV, 4 episodi (1955-1957)
- Men of Annapolis – serie TV, episodio 1x02 (1957)
- Goodyear Theatre – serie TV, episodio 1x08 (1958)
- The Californians – serie TV, episodio 1x19 (1958)
- Mike Hammer – serie TV, episodio 1x07 (1958)
- Alcoa Theatre – serie TV, 2 episodi (1958)
- Target – serie TV, episodio 1x14 (1958)
- Richard Diamond (Richard Diamond, Private Detective) – serie TV, episodio 3x02 (1959)
- Steve Canyon – serie TV, episodio 1x34 (1959)
- World of Giants – serie TV, episodio 1x01 (1959)
- Tightrope – serie TV, episodio 1x13 (1959)
- The Millionaire – serie TV, episodi 1x02-3x35-6x12 (1955-1959)
- Bat Masterson – serie TV, episodi 1x11-2x10 (1958-1959)
- Avventure in paradiso (Adventures in Paradise) – serie TV, episodio 1x12 (1959)
- Le leggendarie imprese di Wyatt Earp (The Life and Legend of Wyatt Earp) – serie TV, episodi 5x18-5x21 (1959-1960)
- Il tenente Ballinger (M Squad) – serie TV, episodio 3x18 (1960)
- Johnny Midnight – serie TV, 6 episodi (1960)
- Tombstone Territory – serie TV, episodio 3x36 (1960)
- Avventure in fondo al mare (Sea Hunt) – serie TV, episodio 3x33 (1960)
- Lock Up – serie TV, episodi 1x22-2x13 (1960)
- Westinghouse Playhouse – serie TV, episodi 1x03-1x11 (1961)
- The Barbara Stanwyck Show – serie TV, episodio 1x34 (1961)
- The Joey Bishop Show – serie TV, episodi 1x18-1x31 (1962)
- Il carissimo Billy (Leave It to Beaver) – serie TV, episodi 4x20-6x21 (1961-1963)
- The Jack Benny Program – serie TV, episodi 12x6-14x04 (1961-1963)
- Sotto accusa (Arrest and Trial) – serie TV, episodi 1x01-1x07-1x12 (1963)
- Ripcord – serie TV, episodio 2x32 (1963)
- The Bill Dana Show – serie TV, episodio 1x18 (1964)
- The Beverly Hillbillies – serie TV, episodio 4x02 (1965)
- Un equipaggio tutto matto (McHale's Navy) – serie TV, episodio 4x06 (1965)
- Convoy – serie TV, episodio 1x11 (1965)
- Viaggio in fondo al mare (Voyage to the Bottom of the Sea) – serie TV, episodio 2x12 (1965)
- Perry Mason – serie TV, 20 episodi (1959-1966)
- Batman – serie TV, episodio 2x05-2x06 (1966)
- Mannix – serie TV, episodio 2x02 (1968)
- Lancer – serie TV, episodio 2x05 (1969)
- Doris Day Show (The Doris Day Show) – serie TV, episodio 3x14 (1970)
- L'immortale (The Immortal) – serie TV, episodio 1x12 (1970)
- Vita da strega (Bewitched) – serie TV, episodi 7x05-8x08 (1970-1971)
- Io e i miei tre figli (My Three Sons) – serie TV, 13 episodi (1960-1972)
- Temperatures Rising – serie TV, episodio 1x02 (1972)
- Adam-12 – serie TV, 4 episodi (1970-1974)